# Шульгоф, Юлиус
Юлиус Шульгоф (нем. Julius Schulhoff, чеш. Šulhov; 2 августа 1825, Прага — 13 марта 1898, Берлин) — франко-германский пианист и композитор еврейского происхождения.

## Биография
Юлиус Шульгоф учился в Праге у Игнаца Тедеско (фортепиано) и Вацлава Томашека (музыкальная теория).
В 1842 году дебютировал в Дрездене как пианист, затем дал несколько концертов с Лейпцигским Гевандхаузом. Отправившись в Париж, удостоился покровительства и поддержки Фридерика Шопена, которому посвящено Блестящее Allegro (1845) — одно из первых опубликованных сочинений Шульгофа. После продолжительного турне по Франции гастролировал также в Англии, Испании и Российской империи (1853). По возвращении в Париж отказался от активной исполнительской деятельности, сосредоточившись на композиции и педагогике (среди его учеников этого периода, в частности, Эдуар Лало).
В 1870 году перебрался в Дрезден, продолжив преподавать; в последний год своей жизни был профессором в городе Берлине.
Шульгофу принадлежит более полусотни эффектных салонных сочинений для фортепиано: две сонаты, этюды, каприсы, вальсы, мазурки, альбом «Воспоминания о Варшаве и Киеве», транскрипции чешских народных песен и др.
Внучатым племянником Шульгофа был композитор Эрвин Шульгоф.